# José Murilo de Carvalho
José Murilo de Carvalho (Piedade do Rio Grande, 8 de setembro de 1939 — Rio de Janeiro, 13 de agosto de 2023) foi um cientista político, historiador, professor universitário e escritor brasileiro, eleito para a Academia Brasileira de Letras de 2004. Foi definido pela Universidade Federal de Minas Gerais, onde estudou e ensinou, como um dos maiores intelectuais do Brasil e um grande defensor da democracia.

## Biografia
Seus antepassados maternos e paternos vieram para Minas Gerais durante a forte migração dos minhotos para o estado no século XVIII. Envolveram-se no cultivo de cereais e na criação de gado leiteiro, fixados no Campo das Vertentes. Nascido no meio rural, José Murilo não fez o curso primário. Foi alfabetizado pelo pai e viveu na fazenda até os 10anos, quando passou por três internatos franciscanos em sequência: em Santos Dumont, depois perto de Garibaldi, no Rio Grande do Sul, e o último em Divinópolis.
Tentou o vestibular para a Faculdade de Ciências Econômicas da Universidade Federal de Minas Gerais (UFMG), mas não foi aprovado, então decidiu seguir outra direção. Graduou-se em Sociologia e Política pela UFMG em 1965, ao que se seguiu seu mestrado em Ciência Política pela Stanford University (1969), onde também concluiu seu doutorado em Ciência Política (1975). Em 1977, concluiu seu pós-doutorado também em Stanford e em 1982 na University of London.
Atuou como professor na UFMG (1969-1978), no Instituto Universitário de Pesquisas do Rio de Janeiro (IUPERJ) por quase vinte anos (1978-1997), professor visitante na Universidade de São Paulo (1º semestre de 1992) e no Museu Nacional (2º semestre de 1992). Pesquisador da Fundação Casa de Rui Barbosa (1986) e no CPDOC/Fundação Getúlio Vargas (1994-1995). Desde 1997, José Murilo era professor titular de História do Brasil no Departamento de História do Instituto de Filosofia e Ciências Sociais da Universidade Federal do Rio de Janeiro. Foi diretor da Associação de Pós-Graduação e Pesquisa em Ciências Sociais (ANPOCS), entre 1978 e 1980.
Além de inúmeras palestras no exterior, foi membro do Instituto de Estudos Avançados de Princeton (1980-1981); Visiting Latin American Scholar, Universidade de Londres, 1981-82; Senior Associate Fellow, Universidade de Oxford (janeiro-março de 1982); pesquisador visitante na Universidade de Leiden, Holanda, e Maison des Sciences de l’Homme, Paris (abril-maio 1982); pesquisador visitante, Centre d’Etude des Mouvements Sociaux, Paris (1985); Maître de Conférence, École des Hautes Etudes en Sciences Sociales, Paris (maio de 1989); Distinguished Visiting Professor, Departamento de História, Universidade da Califórnia em Irvine (janeiro-março de 1990); Visiting Professor, Universidade de Leiden, Holanda (dezembro de 1992/março de 1993); Nabuco Visiting Professor, Universidade de Stanford, 1999; Visiting Chair in the Study of Brazilian Culture, Universidade de Notre Dame, 2002.
Além de diversos livros, desde a década de 1980, Carvalho colaborava regularmente com a imprensa com artigos e entrevistas. Dada a abrangência de sua obra e de suas intervenções públicas, ele era considerado por outros pesquisadores como um dos últimos grandes intérpretes do Brasil.
José Murilo estava internado no Hospital Samaritano com Covid-19 e morreu durante a madrugada de 13 de agosto de 2023. Foi velado no dia seguinte, na sede da ABL, e sepultado no Mausoléu da ABL, no Cemitério São João Batista.

## Temas de pesquisa e carreira literária
Publicou e organizou 19 livros e mais de cem artigos em revistas. É autor de livros considerados marcos da historiografia brasileira. Sua tese foi publicada em dois livros, considerados marcos da historiografia do Império, A construção da ordem: A elite política imperial e Teatro de sombras: A política imperial, os quais tratam da formação do Brasil como nação, a partir das decisões tomadas pelas elites do país. Foram os primeiros textos a usar dados e documentos para mostrar como se constituiu o Estado brasileiro e como se consolidaram as elites imperiais. Carvalho interpretou a formação da burocracia do período, a continuidade com o sistema português e a manutenção da unidade territorial do país.
Carvalho também analisou aqueles que estavam excluídos do processo decisório, conforme o título de um de seus principais livros, Os bestializados. O Rio de Janeiro e a República que não foi, além de A formação das almas: O imaginário da República no Brasil, sobre a implantação do regime republicano. Os livros Às armas, cidadãos e Guerra literária: Panfletos da Independência também ajudaram à luz a atuação daqueles que não detinham poder no momento decisivo da Independência.
José Murilo dedicou-se ao estudo da construção da cidadania no Brasil, ressaltando suas especificidades. Com Cidadania no Brasil: O longo caminho, investigou como a cidadania foi construída “de cima para baixo”, com grande peso do Estado, mas também destacando as resistências da população desde o século XIX, movimentos que denotavam sua luta política. Pensando também a questão da cidadania na atualidade, em sua opinião, “o cidadão vota racionalmente, mas preso ao mundo da necessidade. É um voto que tem limitações decorrentes da desigualdade social”. E acrescentou: "há uma questão de dependência do Estado”.
Um tema, antes em segundo plano em sua produção, a atuação política dos militares em vários momentos da história republicana brasileira, veio à tona com Forças Armadas e política no Brasil. Em 2015, observando um discurso do então comandante militar do Sul, general Hamilton Mourão, alertou que “As manifestações públicas do general Mourão (…) podem ser sintoma do surgimento do único perigo real para nossas instituições, o envolvimento político das Forças Armadas, um retrocesso de 30 anos”. Diante da radicalização difundida pelas redes sociais, em 2019, ele diagnosticou como a polarização afasta o país do rumo de crescer e compartilhar riqueza. Naquele ano, motivado pela chegada à Presidência do ex-capitão Jair Bolsonaro, o historiador relançou Forças Armadas e política no Brasil com um capítulo suplementar. Ele ainda chamou o presidente de "um bronco, totalmente inculto".

No ano do bicentenário da Independência, quando coordenava a série “200 anos de Brasil na ABL”, o Imortal tanto apontou que era uma data onde havia "pouco a celebrar, muito a questionar", quanto concedeu uma entrevista na sede da ABL, onde afirmou que não havia nada a celebrar nos 200 anos da Independência e refletiu sobre as causas das desigualdades no Brasil. Respondendo se o Brasil ainda é o país do futuro,
Não, não é. Não enxergo um futuro bom para o país, os dados não fecham. Creio, e aí já é talvez exagerado, que o Brasil não será um grande país no futuro e também não será capaz de construir um país de renda média, como a Espanha. Estou pessimista.

### Obras
- A Escola de Minas de Ouro Preto: o peso da glória. Rio de Janeiro: FINEP/Cia Editora Nacional, 1978. 2ª edição, UFMG, 2002.
- A construção da ordem: a elite política imperial. Rio de Janeiro: Campus, 1980.
- Os bestializados: o Rio de Janeiro e a República que não foi. São Paulo: Companhia das Letras, 1987. Prêmio melhor livro em ciências sociais de 1987 da ANPOCS.
- Teatro de sombras: a política imperial. São Paulo: Edições Vértice, 1988.
- A formação das almas: o imaginário da República no Brasil. São Paulo: Companhia das Letras, 1990. Prêmio Banorte de Cultura Brasileira. Prêmio Jabuti, da Câmara Brasileira do Livro.
- Un théâtre d'ombres: La politique impériale au Brésil. Paris: Maison des Sciences de l’Homme, 1990.
- A monarquia brasileira. Rio de Janeiro: Ao Livro Técnico, 1993.
- Desenvolvimiento de la ciudadania en Brasil. México: Fondo de Cultura Económica, 1995.
- Pontos e bordados: escritos de História e Política. Belo Horizonte: Editora UFMG, 1999.
- Bernardo Pereira de Vasconcelos. São Paulo: Editora 34, 1999.
- Cidadania no Brasil: O longo caminho. Rio de Janeiro: Editora Civilização Brasileira, 2001.
- Visconde do Uruguai. São Paulo: Editora 34, 2002.
- Forças Armadas e Política no Brasil. Rio de Janeiro: Jorge Zahar Editor, 2005.
- Dom Pedro II. São Paulo: Companhia das Letras, 2007.
- Nação e cidadania no Império: novos horizontes. Rio de Janeiro: Civilização Brasileira, 2007.
- Histórias que a Cecília contava. Belo Horizonte: Editora UFMG, 2008.
- A Academia Brasileira de Letras, subsídios para sua história (1940-2008). Rio de Janeiro: Academia Brasileira de Letras, 2009.
- Rachel de Queiroz. São Paulo: Imprensa Oficial do Estado de São Paulo, 2010.
- O Pecado Original da República. Rio de Janeiro: Bazar do Tempo, 2017.
- Clamar e agitar sempre: os radicais da década de 1860. Rio de Janeiro: Topbooks, 2018
- Jovita Alves Feitosa Voluntária da Pátria, Voluntária da Morte. 1. ed. São Paulo: Chão Editora, 2019.

Escreveu ainda sobre Bernardo Pereira de Vasconcelos e sobre o Visconde do Uruguai, Paulino José Soares de Sousa (1807 - 1866), líder do Partido Conservador nas décadas de 1840 e 50.

## Prêmios
- Medalha Santos Dumont, Governo de Minas Gerais, 1987[5]
- Melhor livro em Ciências Sociais de 1987 para Os Bestializados[5]
- Prêmio da Associação Nacional de Pós-Graduação e Pesquisa em Ciências Sociais, 1988[5]
- Medalhas de Oficial e Comendador da Ordem do Rio Branco, Itamaraty, 1989, 1991[5]
- Homem de Ideias, Jornal do Brasil, 1989[5]
- Prêmio Jabuti, Categoria Estudos Literários (Ensaios), da Câmara Brasileira do Livro, para A Formação das Almas, 1991[16]
- Prêmio Banorte de Cultura Brasileira para A Formação das Almas, 1991[5]
- Medalha de Honra da Inconfidência, Governo de Minas Gerais, 1992[5]
- Membro do PEN Clube do Brasil, desde 1995[5]
- Sócio honorário do Instituto Histórico e Geográfico Brasileiro, desde 1995[5]
- Comendador da Grã-Cruz da Ordem Nacional do Mérito Científico, pelo Presidente do Brasil, 1998[17]
- Sócio da Sociedade Brasileira para o Progresso da Ciência[5]
- Medalha de Honra da UFMG, 2001[18]
- Medalha de Rui Barbosa, 2003[5]
- Membro da Academia Brasileira de Ciências, empossado em 4 de junho de 2003[19]
- Prêmio Casa de las Américas, para o livro A Cidadania no Brasil: o Longo Caminho, 2004[5]
- Sexto ocupante da cadeira 5 da Academia Brasileira de Letras, eleito em 11 de março de 2004 na sucessão de Rachel de Queiroz. Foi recepcionado em 10 de setembro de 2004 pelo acadêmico Affonso Arinos de Mello Franco[5]
- Prêmio Casa de las Américas para o livro Cidadania no Brasil: o longo caminho, 2004[20]
- Medalha de Grande Oficial da Ordem do Mérito Aeronáutico, 2004[5]
- Medalha Presidente Juscelino Kubitschek de Oliveira, Governo de Minas Gerais, 2006[21]
- Pesquisador Emérito do Conselho Nacional de Desenvolvimento Científico e Tecnológico, 2008[22]
- Prêmio Jabuti, Categoria Biografia, da Câmara Brasileira do Livro, para D. Pedro II: ser ou não ser, 2008[23]
- Prêmio Almirante Álvaro Alberto para Ciência e Tecnologia do CNPQ, 2009[24]
- Doutor Honoris Causa pelo Universidade Federal Rural do Rio de Janeiro, 2013[25]
- Doutoramento Honoris causa pela Universidade de Coimbra, 2015[26]
- Prêmio Jabuti, Categoria Ciências Sociais, para 130 anos: em busca da República, 2020, com outros autores[16]